# 李斯義 (康熙進士)
李斯義（1644年—1707年），字质君，号静庵，山東長山縣人。中國清朝官員，

## 生平
康熙二十年（1681年）舉於山東鄉試，康熙二十七年（1688年）戊辰科進士，选庶吉士，散馆改河南道监察御史，歷任京畿道监察御史、通政使司右左参议、翰林院提督四译馆、太常寺少卿、大理寺卿，康熙四十三年（1704年）十月十八日为都察院左副都御史，十一月初，出任福建巡抚，康熙四十六年（1707年）卒于任所。